# Santarcangelo Calcio 2017-2018
Questa voce raccoglie le informazioni riguardanti il Santarcangelo Calcio nelle competizioni ufficiali della stagione 2017-2018.

## Stagione
Nella stagione 2017-2018 il Santarcangelo disputa il girone B del campionato di Serie C, raccoglie sul campo 38 punti, con una penalizzazione decisiva di tre punti. La retrocessione diretta è del Modena che è stato escluso dal campionato dalla 12ª giornata, il Santarcangelo con i 35 punti ufficiali si piazza in penultima posizione. Per salvarsi affronta il Play-out, incrociando il Vicenza, Perde (2-1) al Menti e pareggia (1-1) al Mazzola, retrocedendo in Serie D. Nella Coppa Italia di Serie C i gialloblù disputano il girone C di qualificazione, che ha promosso il Ravenna, che li ha battuti (3-0) nel derby.

## Divise e sponsor
Il fornitore tecnico per la stagione 2017-2018 è Joma, mentre gli sponsor di maglia sono Centro Petroli Baroni (al centro delle divise) e Maxisuola (sulla parte destra del petto).
| Casa | Trasferta | Terza divisa |

## Organigramma societario
Fonte:
Area direttiva
- Presidente: Roberto Brolli, da dicembre Ivan Mestrovic
- Presidente onorario: da dicembre Roberto Brolli
- Vice presidente: Stasa Hefti
- Amministratore delegato: Vlado Borozan

Area organizzativa
- Segretario generale, Team Manager: Andrea Di Egidio

Area comunicazione
- Responsabile: Francesco Pancari

Area marketing
- Ufficio marketing: Gigliola Di Fiore

Area tecnica
- Direttore sportivo: Gianluca Stambazzi
- Allenatore: Giuseppe Angelini, dal 9 dicembre Alberto Cavasin, dal 31 marzo Karel Zeman
- Allenatore in seconda:Daniele Abbondanza, dal 9 dicembre Bruno Caneo, dal 31 marzo Francesco Renzoni
- Preparatore atletico: Alfredo Vergori
- Preparatore dei portieri: Stefano Dadina

Area sanitaria
- Responsabile: Vittorio Gemellaro
- Medici sociali: Luca Marcantonio
- Fisioterapista: Pietro Rossini, Patrick Lappezzate

## Rosa
| N. |                    | Ruolo | Calciatore                    |
| -- | ------------------ | ----- | ----------------------------- |
| 1  | Italia (bandiera)  | P     | Jacopo Moscatelli             |
| 2  | Italia (bandiera)  | D     | Dario Toninelli               |
| 3  | Italia (bandiera)  | D     | Andrea Cagnano                |
| 3  | Italia (bandiera)  | D     | Marco Maini                   |
| 4  | Italia (bandiera)  | D     | Andrea Bondioli               |
| 5  | Italia (bandiera)  | D     | Marco Briganti                |
| 6  | Italia (bandiera)  | C     | Riccardo Gaiola               |
| 7  | Italia (bandiera)  | C     | Michele Moroni                |
| 8  | Italia (bandiera)  | C     | Daniele Dalla Bona (capitano) |
| 9  | Croazia (bandiera) | A     | Tomislav Štrkalj              |
| 10 | Croazia (bandiera) | C     | Josip Špoljarić               |
| 11 | Italia (bandiera)  | C     | Andrea Bussaglia              |
| 12 | Italia (bandiera)  | P     | Alberto Iglio                 |
| 14 | Italia (bandiera)  | A     | Gianmarco Piccioni            |
| 15 | Italia (bandiera)  | C     | Joaquim Soumahin              |
| 17 | Italia (bandiera)  | C     | Nicola Capellini              |

| N. |                       | Ruolo | Calciatore          |
| -- | --------------------- | ----- | ------------------- |
| 18 | Albania (bandiera)    | C     | Aleksandros Dhamo   |
| 19 | Italia (bandiera)     | A     | Vincenzo Tommasone  |
| 20 | Ghana (bandiera)      | C     | Francis Obeng       |
| 21 | Italia (bandiera)     | D     | Ciro Sirignano      |
| 22 | Italia (bandiera)     | P     | Elia Bastianoni     |
| 23 | Albania (bandiera)    | D     | Leonardo Maloku     |
| 24 | Italia (bandiera)     | D     | Mattia Broli        |
| 25 | Italia (bandiera)     | P     | Stefano Addario     |
| 26 | Croazia (bandiera)    | C     | David Zabec         |
| 27 | Serbia (bandiera)     | C     | Luka Spoljaric      |
| 28 | Portogallo (bandiera) | C     | Sandro Semedo       |
| 29 | Italia (bandiera)     | D     | Antonio Chiacchio   |
| 31 | Italia (bandiera)     | D     | Armando Migliaccio  |
| 33 | Ungheria (bandiera)   | C     | Gábor Végh          |
| 34 | Croazia (bandiera)    | D     | Zoran Lesjak        |
| 36 | Francia (bandiera)    | C     | Enzo Di Santantonio |

## Risultati

### Serie C

#### Girone di andata
| Arbitro: | D'Ascanio (Ancona) |

|  |           |                     |
|  | Marcatori | 90+3’ (rig.) Burrai |

| Arbitro: | Guarnieri (Empoli) |

|               |           |                            |
| E. Marchi 65’ | Marcatori | 18’ Bussaglia 25’ Piccioni |

| Arbitro: | Garofalo (Torre del Greco) |

|  |           |                                             |
|  | Marcatori | 23’ Diop 56’ (rig.) Minesso 90+1’ Grandolfo |

| Arbitro: | Camplone (Pescara) |

|                                        |           |               |
| Cortellini 17’ Colombi 77’ Agnello 90’ | Marcatori | 23’ Sirignano |

| Arbitro: | Provesi (Treviglio) |

|               |           |                                           |
| Bussaglia 12’ | Marcatori | 39’ Iotti 45+1’ (63) Lupoli 68’ Sansovini |

| Arbitro: | De Santis (Lecce) |

|                                         |           |  |
| Trevisan 15’ Belingheri 28’ Candido 62’ | Marcatori |  |

| Arbitro: | Marcenaro (Genova) |

|               |           |                     |
| Bussaglia 42’ | Marcatori | 67’ (rig.) Altinier |

| Arbitro: | Nicoletti (Catanzaro) |

|                                            |           |               |
| Vallocchia 66’ Miceli 87’ Di Massimo 90+4’ | Marcatori | 71’ Tommasone |

| Arbitro: | Fontani (Siena) |

|                                                                                  |           |  |
| Berardocco 13’ (rig.) Costantino 38’, 42’ Frascatore 61’ (rig.) Gyasi 70’ (rig.) | Marcatori |  |

| Arbitro: | G. Miele (Nola) |

|                                      |           |                          |
| Piccioni 39’ (rig.) Dalla Bona 45+2’ | Marcatori | 44’ Ilari 82’ Fratangelo |

| Arbitro: | Tursi (San Giovanni Valdarno) |

|              |           |            |
| Acquadro 24’ | Marcatori | 43’ Moroni |

| 5 novembre 2017 12ª giornata | Santarcangelo | – Modena escluso dal campionato a stagione in corso. | Modena |  |

| Arbitro: | N. Marini (Trieste) |

|               |           |                |
| Germinale 36’ | Marcatori | 10’ Dalla Bona |

| Arbitro: | D'Apice (Arezzo) |

|                        |           |            |
| Obeng 12’ Piccioni 19’ | Marcatori | 68’ Lanini |

| 19 novembre 2017 15ª giornata |  | – Turno di riposo Santarcangelo |  |  |

| Arbitro: | Cosso (Reggio Calabria) |

|             |           |                    |
| Cagnano 74’ | Marcatori | 34’, 60’ M. Marchi |

| Meda 2 dicembre 2017 17ª giornata | Renate             | 0 – 0 | Santarcangelo | Stadio Città di Meda\| Arbitro: \| Guarnieri (Empoli) \| |
| Arbitro:                          | Guarnieri (Empoli) |       |               |                                                          |

| Arbitro: | Acanfora (Castellammare di Stabia) |

|                            |           |              |
| Capellini 52’ Piccioni 78’ | Marcatori | 40’ Spagnoli |

| Arbitro: | Bitonti (Bologna) |

|                                     |           |              |
| De Sena 57’ Selleri 87’ Broso 90+2’ | Marcatori | 90’ Piccioni |

#### Girone di ritorno
| Arbitro: | Ricci (Firenze) |

|  |           |              |
|  | Marcatori | 78’ Piccioni |

| Arbitro: | Rutella (Enna) |

|               |           |  |
| Bussaglia 89’ | Marcatori |  |

| Arbitro: | Volpi (Arezzo) |

|                                 |           |              |
| Proia 12’ Zonta 40’ Minesso 71’ | Marcatori | 37’ Piccioni |

| Arbitro: | Donda (Cormons) |

|               |           |  |
| Špoljarić 42’ | Marcatori |  |

| Arbitro: | Fontani (Siena) |

|              |           |            |
| Da Silva 68’ | Marcatori | 80’ Lesjak |

| Arbitro: | Schirru (Nichelino) |

|               |           |                                      |
| Sirignano 19’ | Marcatori | 24’ Pulzetti 55’, 74’ (rig.) Capello |

| Arbitro: | Meraviglia (Pistoia) |

|                  |           |  |
| Ghiringhelli 24’ | Marcatori |  |

| Arbitro: | Ayroldi (Molfetta) |

|  |           |                        |
|  | Marcatori | 11’ (rig.) V. Esposito |

| Arbitro: | Tursi (San Giovanni Valdarno) |

|               |           |  |
| Bussaglia 52’ | Marcatori |  |

| Teramo 11 marzo 2018, ore 20:30 CET 29ª giornata | Teramo            | 0 – 0 referto | Santarcangelo | Stadio Gaetano Bonolis (1 177 spett.)\| Arbitro: \| D. Miele (Torino) \| |
| Arbitro:                                         | D. Miele (Torino) |               |               |                                                                          |

| Arbitro: | Rossetti (Ancona) |

|                           |           |                         |
| Briganti 17’ Piccioni 69’ | Marcatori | 48’ Mensah 79’ Pozzebon |

| 21 marzo 2018 31ª giornata | Modena | – Modena escluso dal campionato a stagione in corso | Santarcangelo |  |

| Arbitro: | Robilotta (Sala Consilina) |

|               |           |                      |
| Toninelli 58’ | Marcatori | 20’ (rig.) Germinale |

| Arbitro: | Massimi (Termoli) |

|          |           |                                 |
| Comi 24’ | Marcatori | 50’ Di Santantonio 81’ Piccioni |

| 8 aprile 2018 34ª giornata |  | – Turno di riposo Santarcangelo |  |  |

| Arbitro: | Acanfora (Castellammare di Stabia) |

|            |           |            |
| Guerra 74’ | Marcatori | 90’ Moroni |

| Arbitro: | N. Marini (Trieste) |

|  |           |             |
|  | Marcatori | 55’ De Luca |

| Arbitro: | Di Cairano (Ariano Irpino) |

|  |           |                                                           |
|  | Marcatori | 11’ Piccioni 30’ Di Santantonio 40’ Capellini 73’ Strkalj |

| Arbitro: | Volpi (Arezzo) |

|                    |           |                |
| Di Santantonio 30’ | Marcatori | 71’ Maistrello |

### Play-out
| Arbitro: | Camplone (Pescara) |

|                          |           |            |
| Alimi 47’ Giacomelli 77’ | Marcatori | 54’ Lesjak |

| Arbitro: | Valiante (Nocera Inferiore) |

|                |           |                |
| Piccioni 90+6’ | Marcatori | 82’ Giacomelli |

### Coppa Italia Serie C
| Arbitro: | Cudini (Fermo) |

|                             |           |  |
| Ronchi 8’ Papa 44’ Samb 75’ | Marcatori |  |

| Arbitro: | Fontani (Siena) |

|  |           |                            |
|  | Marcatori | 61’ Melandri 66’ Germinale |

## Statistiche

### Statistiche di squadra
| Competizione         | Punti | In casa | In casa | In casa | In casa | In casa | In casa | In trasferta | In trasferta | In trasferta | In trasferta | In trasferta | In trasferta | Totale | Totale | Totale | Totale | Totale | Totale | D.R. |
| Competizione         | Punti | G       | V       | N       | P       | Gf      | Gs      | G            | V            | N            | P            | Gf           | Gs           | G      | V      | N      | P      | Gf     | Gs     | D.R. |
| -------------------- | ----- | ------- | ------- | ------- | ------- | ------- | ------- | ------------ | ------------ | ------------ | ------------ | ------------ | ------------ | ------ | ------ | ------ | ------ | ------ | ------ | ---- |
| Serie C - Girone B   | 35    | 17      | 5       | 5       | 7       | 17      | 25      | 17           | 4            | 6            | 7            | 17           | 27           | 34     | 9      | 11     | 14     | 34     | 52     | -18  |
| Play-out             | -     | 1       | 0       | 1       | 0       | 1       | 1       | 1            | 0            | 0            | 1            | 1            | 2            | 2      | 0      | 1      | 1      | 2      | 3      | -1   |
| Coppa Italia Serie C | -     | 1       | 0       | 0       | 1       | 0       | 2       | 1            | 0            | 0            | 1            | 0            | 3            | 2      | 0      | 0      | 2      | 0      | 5      | -5   |
| Totale               | 35    | 19      | 5       | 6       | 8       | 18      | 28      | 19           | 4            | 6            | 9            | 18           | 32           | 38     | 9      | 12     | 17     | 36     | 60     | -24  |

### Andamento in campionato
| Giornata  | 1  | 2 | 3  | 4  | 5  | 6  | 7  | 8  | 9  | 10 | 11 | 12   | 13 | 14 | 15   | 16 | 17 | 18 | 19 | 20 | 21 | 22 | 23 | 24 | 25 | 26 | 27 | 28 | 29 | 30 | 31   | 32 | 33 | 34   | 35 | 36 | 37 | 38 |
| --------- | -- | - | -- | -- | -- | -- | -- | -- | -- | -- | -- | ---- | -- | -- | ---- | -- | -- | -- | -- | -- | -- | -- | -- | -- | -- | -- | -- | -- | -- | -- | ---- | -- | -- | ---- | -- | -- | -- | -- |
| Luogo     | C  | T | C  | T  | C  | T  | C  | T  | T  | C  | T  | C    | T  | C  | -    | C  | T  | C  | T  | T  | C  | T  | C  | T  | C  | T  | C  | C  | T  | C  | T    | C  | T  | -    | T  | C  | T  | C  |
| Risultato | P  | V | P  | P  | P  | P  | N  | P  | P  | N  | N  | ann. | N  | V  | rip. | P  | N  | V  | P  | V  | V  | P  | V  | N  | P  | P  | P  | V  | N  | N  | ann. | N  | V  | rip. | N  | P  | V  | N  |
| Posizione | 13 | 5 | 13 | 16 | 16 | 17 | 16 | 18 | 18 | 17 | 17 | 17   | 17 | 17 | 17   | 17 | 18 | 17 | 18 | 17 | 17 | 17 | 17 | 16 | 16 | 17 | 17 | 17 | 17 | 17 | 17   | 17 | 16 | 16   | 16 | 17 | 15 | 17 |

Legenda:

Luogo: C = Casa; T = Trasferta. Risultato: V = Vittoria; N = Pareggio; P = Sconfitta.